# Sven Czekalla
Sven Czekalla (* 8. Januar 1983 in Weißenfels) ist ein deutscher Politiker (CDU). Er ist seit 2021 Abgeordneter im Landtag von Sachsen-Anhalt.

## Leben
Sven Czekalla wuchs in Krumpa auf. Seine Abiturprüfung legte er 2002 in Mücheln ab. Nach dem Wehrdienst nahm er an der Universität Halle-Wittenberg ein Studium der Volkswirtschaftslehre auf, ergänzt durch ein Auslandsstudium an der Jawaharlal Nehru University im indischen Neu-Delhi. Ab 2010 war er für fünf Jahre in China als Projektleiter bei einer deutschen Ingenieurgesellschaft in den Bereichen Abwasser, Geothermie und Photovoltaik eingesetzt. Anschließend war er von 2015 bis 2019 in Halle (Saale) als Marketing- und Vertriebsleiter im IT-Bereich tätig. Im Jahr 2019 nahm er eine Tätigkeit bei der Stadt Merseburg im Bereich Wirtschaftsförderung und Grundsatzfragen auf.

## Partei und Politik
Czekalla gehört der CDU seit 2004 an.
Ebenfalls seit 2004 ist er Mitglied des Ortschaftsrats von Krumpa. Er amtiert seit 2019 in Braunsbedra als Vorsitzender des Stadtrats und in Krumpa als Ortsbürgermeister.
Bei der Landtagswahl in Sachsen-Anhalt 2021 kandidierte er für das Direktmandat im Landtagswahlkreis Merseburg sowie auf Platz 36 der Landesliste der CDU. Er gewann das Direktmandat mit 41,2 % der Erststimmen. Im 8. Landtag von Sachsen-Anhalt ist er ordentliches Mitglied des Ausschusses für Infrastruktur und Digitales sowie des Ausschusses für Petitionen.